# Hügli Holding
Die Hügli Holding Aktiengesellschaft mit Sitz im sankt-gallischen Steinach ist ein international tätiges Schweizer Unternehmen im Bereich der Entwicklung, der Produktion und des Marketings von Lebensmitteln, unter anderem Trockenmischprodukten wie Suppen, Saucen, Bouillons, Fertiggerichten und Desserts, flüssigen Produkten wie Tomatensaucen und Salatdressings, Brotaufstrichen und Fleischalternativen. Das Unternehmen ist seit 1986 an der Schweizer Börse SIX Swiss Exchange kotiert.

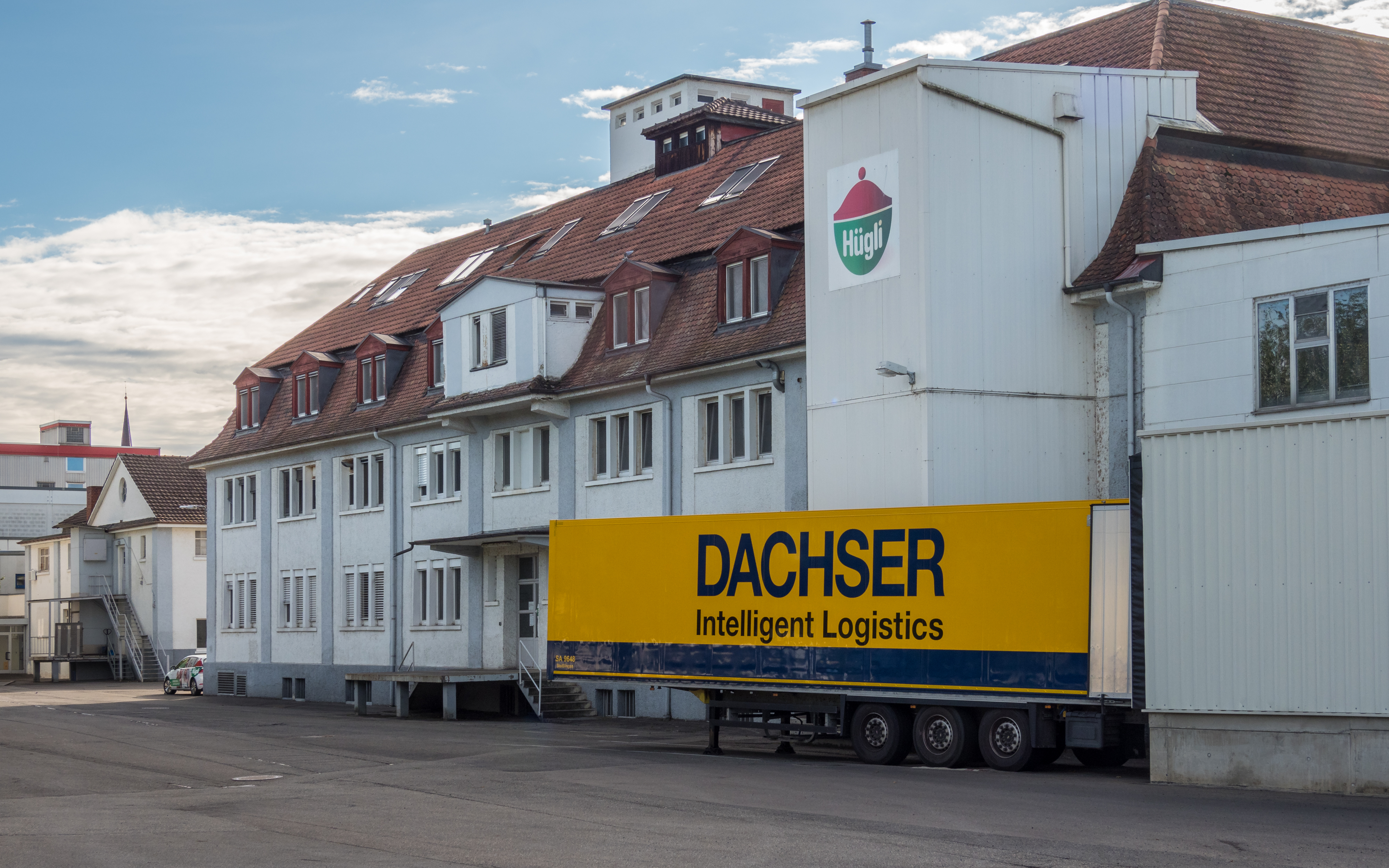
Hügli in Radolfzell am Bodensee

Die Hügli-Gruppe umfasst vier Divisionen. Die Sparte Consumer Brands vertreibt unter Hügli-eigenen Marken Suppen, Bouillons, Saucen, Fleischersatzprodukte, Molkereiprodukte, Obst- und Gemüsesäfte, Cerealien und Brotaufstriche in Europa. Im Bereich Customer Solutions stellt das Unternehmen Produkte für verschiedene Handelsunternehmen unter jeweils deren Marke her. Die Geschäftseinheit Food Service konzentriert sich auf die Kundensegmente Restaurants, Hotels, Kantinen, Krankenhäuser, Heimeinrichtungen und ähnliche Grossverbraucher. Der Geschäftsbereich Food Ingredients produziert Halbfertigprodukte für die Lebensmittelindustrie.
Die Produktionsstandorte befinden sich am Hauptsitz in Steinach sowie in St. Gallen (Schweiz), in Radolfzell am Bodensee, Ulm und Neuburg an der Kammel (Deutschland), in Redditch (Vereinigtes Königreich), in Brivio (Italien), in La Vall d’Uixó (Spanien) sowie in Zásmuky (Tschechien).
Hauptaktionärin war zum Jahresende 2016 mit 50,5 % des Aktienkapitals bzw. 65,2 % der Stimmrechte die Familie Stoffel über die Dr. A. Stoffel Holding AG, Arbon.
Alexander Stoffel (1928–2017) hatte von 1957 bis 2004 die Geschäftsleitung inne, sein Grossvater hatte das Unternehmen einst gegründet. 1959 entstand in Hard bei Bregenz in Österreich die erste Tochtergesellschaft, 1964 folgte die Expansion nach Radolfzell in Deutschland, 1999 nach Tschechien.
Am 15. Januar 2018 gab die Bell Food Group bekannt, dass sie von der Mehrheitsaktionärin Dr. A. Stoffel Holding deren Kapitalbeteiligung von 50,2 % mit einem Stimmrechtsanteil von 65 % übernimmt. Für die restlichen Aktien machte Bell ein Angebot von 915 Fr. pro Aktie. Bell sei der Wunscheigentümer des verstorbenen Alexander Stoffel, dieser habe die ersten Gespräche mit dem Basler Fleischverarbeiter noch persönlich begleitet. Hügli wird innerhalb von Bell als eigenständige Unternehmenseinheit geführt.